# Eucalyptus gillenii
Eucalyptus gillenii là một loài thực vật có hoa trong Họ Đào kim nương. Loài này được Ewart & L.R.Kerr mô tả khoa học đầu tiên năm 1926.